# 61. attackflygdivisionen
61. attackflygdivisionen även känd som Filip Röd var en attackflygdivision inom svenska flygvapnet som verkade i olika former åren 1939–1993. Divisionen var baserad på Karlsborgs flygplats i södra Karlsborg.

## Historik
Filip Röd var 1. divisionen vid Västgöta flygflottilj (F 6), eller 61. attackflygdivisionen inom Flygvapnet, och bildades 1939 som en lätt bombflygdivision. År 1948 omskolades divisionen till en attackflygdivision, och kom under åren 1948–1978 att vara beväpnad med flygplanen A 21-A 3, A 29B och A 32A. Den 16 februari 1978 gjordes den sista flygningen med A 32 vid divisionen. Den 20 februari 1978 påbörjade Filip Röd sin omskolning till AJ 37. Omskolningen gjordes vid F 7, och i mars 1979 var Filip Röd omskolad och ombeväpnad till AJ 37.
I samband med att utprovning av AJS-konceptet började utprovas, förlades taktik- och systemutvecklingsarbetet för hela projektet till Filip Röd. I samband med avvecklingen av flottiljen, överfördes arbetet 1994 till Hälsinge flygflottilj (F 15).
Genom försvarsbeslutet 1992 beslutades det att Västgöta flygflottilj (F 6) skulle avvecklas tillsammans med Bråvalla flygflottilj (F 13). I avvecklingsbeslutet ingick att flygverksamheten vid de berörda divisionerna skulle upphöra senast den 30 juni 1993. Då avvecklingsprocessen påbörjades ett par månader senare vid F 6, kom F 6 bli ett undantag. Istället skulle flygtjänsten vid F 6 upphöra senast den 31 december 1993. Den 15 december tog Filip Röd farväl med formationsflygning över Östergötland, Närke, Värmland och Västergötland. Dagen efter, den 16 december 1993, upplöstes divisionen vid F 6. Istället kom delar av divisionen att överföras till Skånska flygflottiljen (F 10) för att där uppgå i 101. spaningsflygdivisionen (Johan Röd) vid F 10.
101. spaningsflygdivisionen bildades officiellt den 1 juli 1993, men tillfördes personal och flygplan successivt åren 1993–1994 från 61. attackflygdivisionen, 62. attackflygdivisionen, 131. spaningsflygdivisionen samt 172. spaningsflygdivisionen, vilka samtliga påverkades av försvarsbeslutet.

## Materiel vid förbandet
| Bombflygplan - 1940–1941: B 4 - 1941–1944: B 5B/C - 1944–1948: B 17A/B/C | Attackflygplan - 1948–1954: A 21A-3 - 1953–1957: J 29B Tunnan - 1957–1978: A 32A Lansen - 1979–1993: AJ 37 Viggen |

## Förbandschefer
Divisionschefer vid 61. attackflygdivisionen (Filip Röd) åren 1939–1993.

- 1939–1979: ???
- 1979–1983: Kjell Öfverberg
- 1983–1993: ???

## Anropssignal, beteckning och förläggningsort
| Filip Röd | 1939-??-?? | – | 1993-12-16 |

| 61. lätta bombflygdivisionen | 1939-??-?? | – | 1948-??-?? |
| 61. attackflygdivisionen     | 1948-??-?? | – | 1993-12-16 |

| Karlsborgs flygplats (F) | 1939-??-?? | – | 1993-12-16 |

## Galleri

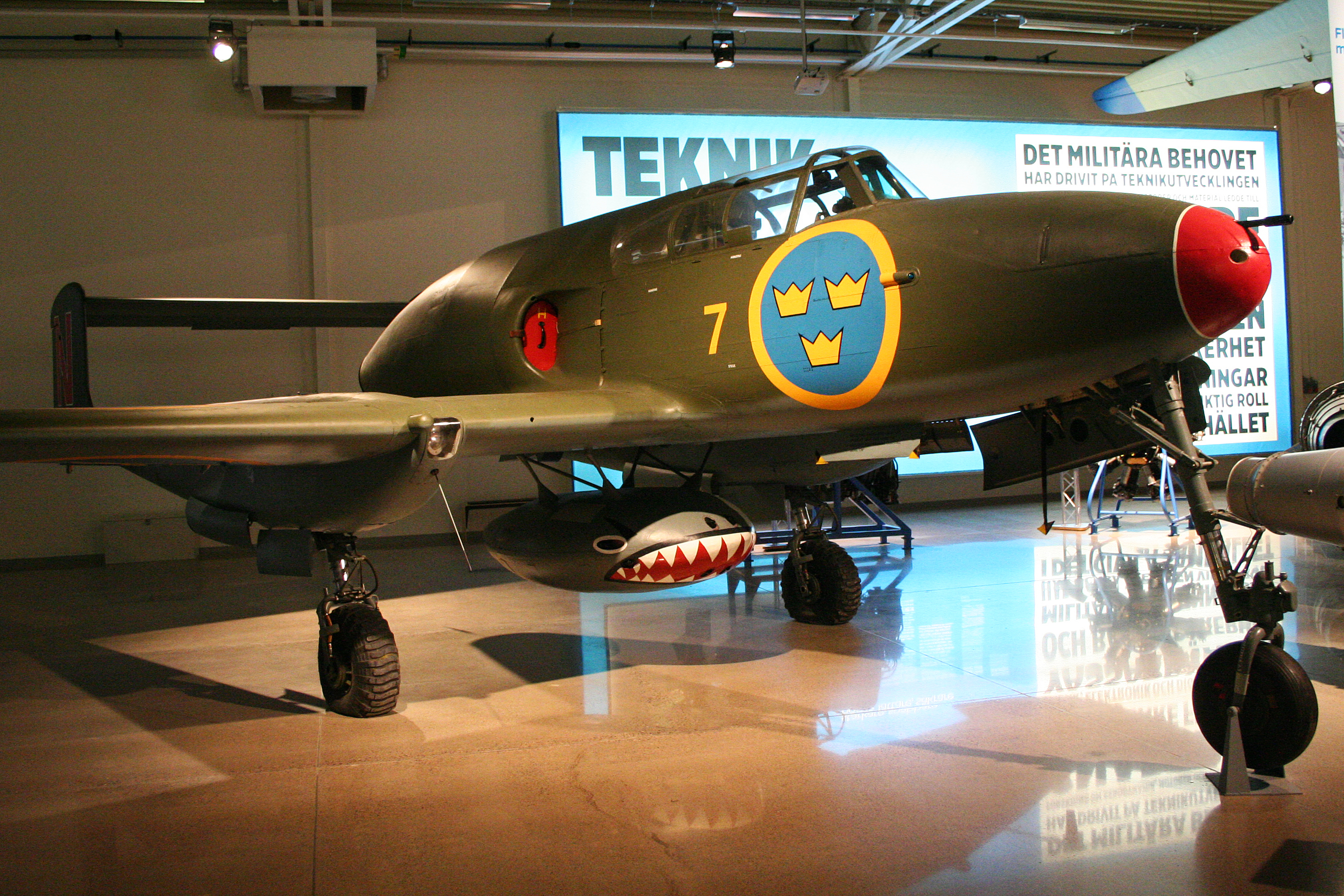
A 21A-3 (1947–1954).
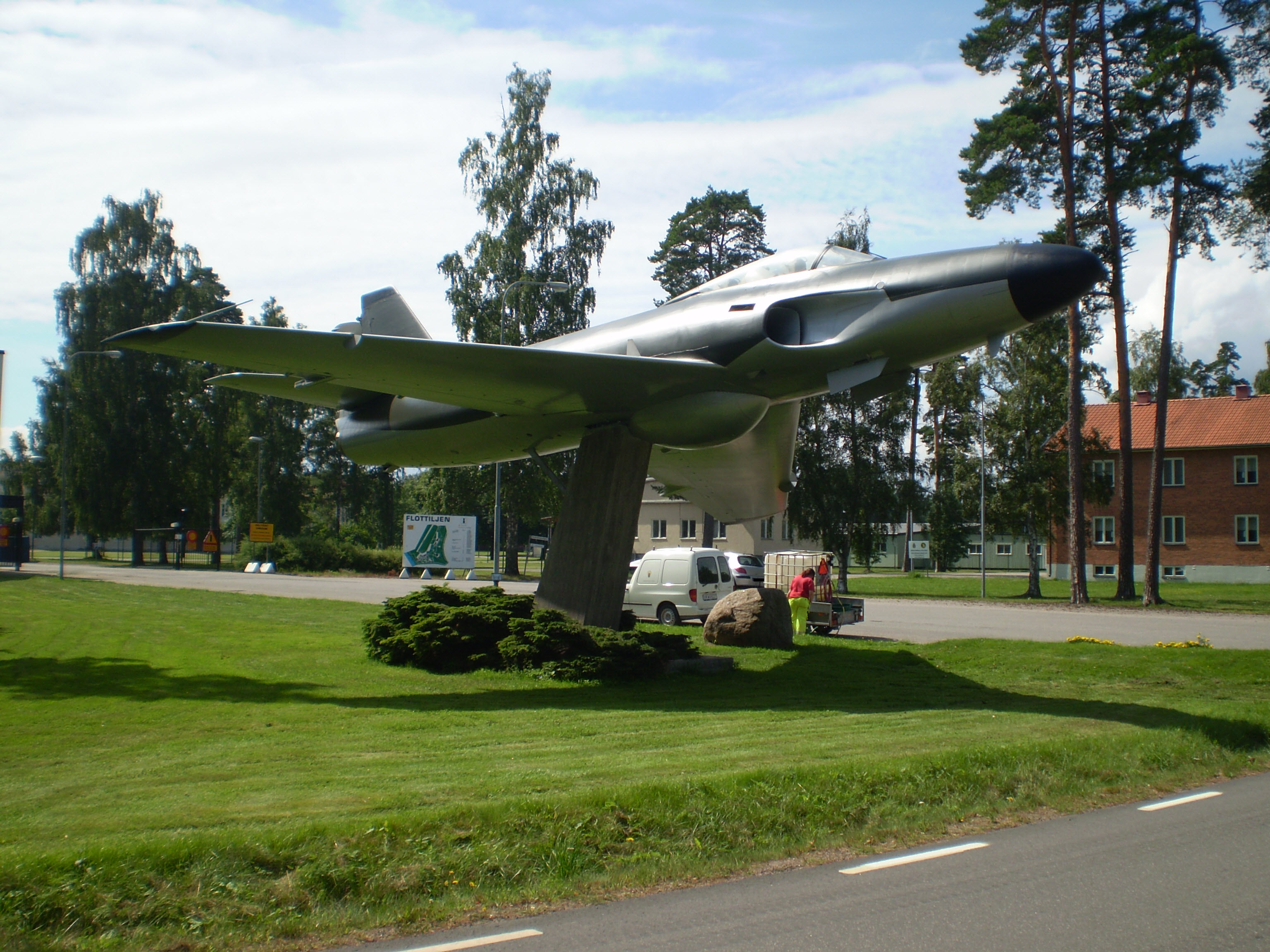
A 32A Lansen (1957–1978).
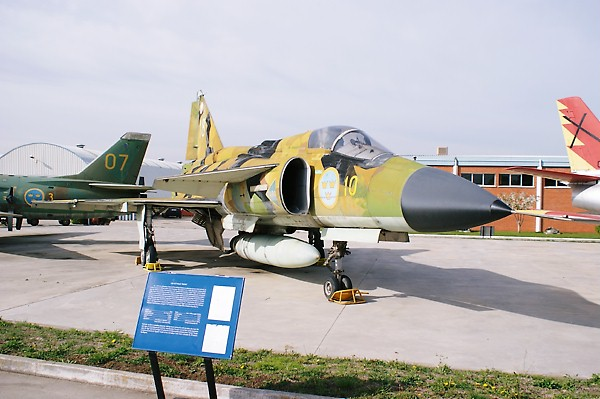
AJ 37 Viggen (1978–1993).